# Ambasada Stanów Zjednoczonych w Mińsku
Ambasada Stanów Zjednoczonych w Mińsku (ang. Embassy of the United States of America in Minsk, biał. Амбасада ЗША ў Мінску) – misja dyplomatyczna Stanów Zjednoczonych Ameryki w Republice Białorusi.

## Historia
Stany Zjednoczone uznały niepodległość Białorusi 25 grudnia 1991, za prezydentury George'a H.W. Busha. Tego samego dnia oba państwa nawiązały stosunki dyplomatyczne.
Ambasadę Stanów Zjednoczonych w Mińsku otwarto 31 stycznia 1992. 25 sierpnia 1992, w pierwszą rocznicę uzyskania przez Białoruś niepodległości, Amerykanie mianowali pierwszego ambasadora. 15 stycznia 1994 Białoruś odwiedził prezydent Bill Clinton. Była to dotychczas jedyna wizyta przywódcy Stanów Zjednoczonych na Białorusi.

### Kryzys dyplomatyczny w 1998
W kwietniu 1998 władze białoruskie poinformowały szefów misji dyplomatycznych, w tym ambasadora Stanów Zjednoczonych, o konieczności opuszczenia rezydencji zlokalizowanych na mińskim osiedlu Drozdy, oficjalnie z powodu remontu. W proteście przeciwko wypowiedzeniu przez rząd białoruski umów najmu oraz utrudnianiu życie na terenie osiedla, 22 czerwca 1998 ambasador Daniel V. Speckhard, wraz z ambasadorami części państw europejskich, opuścił Białoruś. Po rozwiązaniu kwestii rezydencji dyplomatów oraz wypłacie odszkodowań ambasador Speckhard powrócił do Mińska we wrześniu 1999.

### Kryzys dyplomatyczny w 2008
W 2008 w wyniku nałożenia przez rząd Stanów Zjednoczonych sankcji na białoruską państwową kompanię naftową Biełnaftachim z powodu polityki prezydenta Alaksandra Łukaszenki wobec opozycji, doszło do kryzysu w wzajemnych relacjach. W jego wyniku Mińsk odwołał swojego ambasadora w Waszyngtonie i zagroził wydaleniem amerykańskiego ambasadora w Mińsku. Po tej groźbie ambasador Karen B. Stewart 12 marca 2008 została odwołana z placówki przez amerykański rząd.
Następnie Białoruś dobrowolnie zredukowała obsadę swoich misji w Stanach Zjednoczonych do pięciu osób i zażądała zmniejszenie obsady ambasady Stanów Zjednoczonych w Mińsku do pięciu dyplomatów. Rząd Stanów Zjednoczonych odmówił zredukowania etatów w ambasadzie, jednak białoruskie władze wydaliły dziesięciu z piętnastu amerykańskich dyplomatów, wymuszając tym samym redukcję zatrudnienia w amerykańskiej ambasadzie do pięciu dyplomatów.
W ramach reperkusji Departament Stanu Stanów Zjednoczonych rozważał wystosowanie żądania o kolejnym zmniejszeniu liczby białoruskich dyplomatów w Stanach Zjednoczonych, a nawet zamknięcie ambasady Białorusi w Waszyngtonie, konsulatu generalnego Białorusi w Nowym Jorku i ambasady Stanów Zjednoczonych w Mińsku. Agencja Associated Press podała, że pozytywna decyzja w tych sprawach już zapadła, a Amerykanie toczyli rozmowy z państwem trzecim na temat przejęcia reprezentowania interesów amerykańskich na Białorusi. W rzeczywistości rząd Stanów Zjednoczonych nie podjął dalszych kroków zaostrzających spór z Białorusią. Od czasu odwołania ambasador Stewart szefowie placówki dyplomatycznej Stanów Zjednoczonych w Mińsku mianowani są randzie chargé d’affaires.

### Odmrożenie stosunków
W lutym 2019 podczas spotkania ministra spraw zagranicznych Białorusi Uładzimira Makieja z zastępcą asystenta sekretarza stanu Stanów Zjednoczonych ds. Europejskich i Euroazjatyckich George'em P. Kentem w Mińsku strona białoruska poinformowała o zniesieniu ograniczeń dotyczących liczby pracowników dyplomatycznych ambasady Stanów Zjednoczonych w Mińsku. 17 września 2019 zastępca sekretarza stanu ds. politycznych David Hale podczas spotkania z prezydentem Białorusi Alaksandrem Łukaszenką zapowiedział wymianę ambasadorów pomiędzy oboma krajami.
1 lutego 2020 podczas wizyty w Mińsku sekretarz stanu Stanów Zjednoczonych Mike Pompeo zapowiedział, że wkrótce zostanie powołany amerykański ambasador w Mińsku. W czerwcu 2020 chargé d’affaires Jenifer H. Moore poinformowała, że amerykański ambasador przyjedzie na Białoruś latem tego roku. Prezydent Donald Trump nominował na to stanowisko dotychczasową zastępcę doradcy sekretarza stanu ds. Europy Zachodniej Julie D. Fisher. Zatwierdzenie nominacji jednak się opóźniło. Najprawdopodobniej miało to związek z protestami po wyborach prezydenckich na Białorusi 9 sierpnia 2020, jednak administracja amerykańska unikała odpowiedzi o powód wstrzymania wyboru nowego ambasadora. Ostatecznie Senat zatwierdził nominację 15 grudnia 2020. 23 grudnia 2020 ambasador została zaprzysiężona. Utrzymała stanowisko po zmianie administracji w styczniu 2021, jednak w praktyce nie udało się jej go objąć, ze względu na niewydanie wizy przez władze białoruskie. Faktycznie ambasador Fisher przebywa w Wilnie, gdzie spotykała się z białoruskimi środowiskami opozycyjnymi.

### Kryzys dyplomatyczny w 2021
11 sierpnia 2021 władze białoruskie wycofały zgodę na objęcie przez Julie D. Fisher funkcji ambasadora Stanów Zjednoczonych w Mińsku oraz nakazały redukcję etatów w amerykańskiej ambasadzie do pięciu dyplomatów od 1 września 2021. Działania te spowodowane były amerykańskimi sankcjami nałożonymi na Białoruś oraz obniżeniem poziomu wzajemnych relacji.

## Kierownicy placówki
jeżeli nie zaznaczono inaczej – w randzie ambasadora
- David H. Swartz (1992 - 1994)
- George A. Krol (1994) chargé d’affaires a.i.
- Kenneth S. Yalowitz (1994 - 1997)
- Daniel V. Speckhard (1997 - 2000) w latach 1998 - 1999 przebywał poza Białorusią
- Michael G. Kozak (2000 - 2003)
- George A. Krol (2003 - 2006)
- Karen B. Stewart (2006 - 2008)
- Jonathan M. Moore chargé d’affaires
- Michael D. Scanlan chargé d’affaires
- Ethan A. Goldrich chargé d’affaires
- Scott M. Rauland chargé d’affaires
- Robert Riley chargé d’affaires
- Jenifer H. Moore chargé d’affaires
- Jeffrey Giauque (2020 - 2021[a]) chargé d’affaires
- Julie D. Fisher (2021 - nadal[a])[2][15]
- Ruben Harutunian (2021 - nadal[a]) chargé d’affaires